# John Babington
John Babington a fost un matematician englez și specialist în pirotehnică, care a trăit în secolul al XVII-lea.
De la el au rămas scrierile: Tratat de geometrie (bogat în tabele și figuri geometrice) și Despre focurile de artificii (Londra, 1635) și astăzi apreciat.